# Рядинський Олександр Миколайович
Олександр Миколайович Рядинський (біл. Аляксандр Мікалаевіч Радзінскі; 1 квітня 1978, м. Мінськ, СРСР) — білоруський хокеїст, захисник. Виступає за «Юність-Мінськ» у Білоруській Екстралізі.
Виступав за «Юність-Мінськ», «Керамін» (Мінськ), «Динамо» (Мінськ), «Шахтар» (Солігорськ), «Німан» (Гродно), «Сокіл» (Київ), «Металург» (Жлобин), «Подгале» (Новий Торг, Польща).
У складі національної збірної Білорусі провів 118 матчів (6+7); учасник зимових Олімпійських ігор зимових Олімпійських ігор 2010 (4 матчі, 0+1), учасник чемпіонатів світу 2003, 2005, 2006, 2007, 2009, 2010 і 2011 (39 матчів, 1+3). У складі молодіжної збірної Білорусі учасник чемпіонату світу 1997 (група C).
Досягнення
- Чемпіон СЄХЛ (2003, 2004)
- Чемпіон Білорусі (2002, 2009, 2010, 2011), срібний призер (2001, 2003, 2004, 2005, 2007, 2012)
- Володар Кубка Білорусі (2002, 2008, 2010), фіналіст (2004-травень)
- Володар Континентального кубка (2011).